# Anything (Third Eye Blind)
Anything è un singolo del gruppo alternative rock statunitense Third Eye Blind, pubblicato nel 1999 ed estratto dall'album Blue.

## Tracce
- CD

1. Anything (extended version)
2. Anything (LP version)
3. Anything (acoustic version)